# 다목적 방사광가속기 구축 사업
다목적 방사광가속기 구축 사업은 과학기술정보통신부가 추진하는 방사광가속기 건설 사업이다.

## 역사
경북 포항에 3세대 방사광가속기와 4세대 방사광가속기가 1대씩 있는데 여기에 4세대 방사광가속기(다목적 방사광가속기)를 1대 더 구축한다는 게 과학기술정보통신부의 계획이다. 2500억원이 투입돼 1994년 3세대 가속기가 준공됐고, 4260억원을 들여 2016년 4세대 가속기가 구축됐다.
2016년 한국 포스텍이 완공한 경북 포항 4세대 방사광가속기는 태양보다 100경 배 밝은 빛을 만들어 낸다. 이 빛을 이용해 ‘찰나’보다도 더욱 빠른 펨토초(1,000조분의 1초)에 일어나는 움직임도 나노미터(10억분의 1미터) 단위로 정확하게 포착할 수 있다. ‘초고성능 거대 현미경’에 해당하는 이런 대규모 시설을 만든 나라는 미국, 일본에 이어 한국이 세계 3번째이며, 유럽보다 앞섰다. 이 실험 장치를 건설하는 데 4년이 넘는 세월과 총 사업비 4,298억 원이 투입됐다. 내년부터 본격적인 가동에 나서는 이 시설은 청정에너지 연구, 차세대 반도체 소자 개발, 신소재 개발 등 각종 분야에 효과적으로 활용할 수 있다.
이번에 설치되는 방사광가속기는 4세대 원형으로 국비 8000억원이 투입되며 연구원숙소와 진입로 등 부대시설 건설에 지자체 예산 2000억원이 더해져 사업규모는 1조원에 달한다.
방사광 가속기는 가속된 전자가 운동방향이 변할 때 방출하는 고속의 빛(방사광, 고속도 및 고휘도)을 활용해 초미세물질의 세계를 분석하는 '꿈의 현미경'으로 불린다. 나노미터 이하의 반도체 소자 분석, 바이러스 구조 분석, 항바이러스 치료제 개발 등 다양한 분야의 물질 분석에 쓰인다.
미국 제약사 길리어드의 신종플루 치료제 타미플루와 AIDS 치료제 사퀴나비르, 리토나비르, 발기부전 치료제인 비아그라 등의 개발에 방사광가속기가 이용됐다. 대만 반도체 기업 TSMC는 연간 1천 시간 이상 방사광가속기를 활용하고 있다. 미국 스탠퍼드대가 운영하는 방사광가속기(SSRL)는 타미플루 개발의 숨은 '일등공신'으로 꼽힌다.
청주의 4세대 방사광가속기는 3세대(태양의 1억 배 밝기의 광원)보다 광원이 100억 배 밝고 펄스폭이 1000배 짧아 1000조분의 1초 단위 시간대의 물질 변화와 살아있는 세포의 분자 구조를 실시간으로 관찰할 수 있는 최첨단 장치다.
태양광보다 1억 배 밝은 빛을 내는 3세대 방사광가속기보다 100억 배 이상 밝은 빛을 만들어 10억분의 1미터짜리 물질이 움직이는 이미지를 1천조분의 1초까지 실시간으로 관찰할 수 있는 최첨단 연구시설이다.
방사광 X-선은 현재 4세대 광원의 경우 태양보다 100경배 밝고 번개보다 수십억배 빠른 빛의 속도를 가지고 있어 아주 짧은 찰나의 나노세계의 움직임까지 생생하게 포착할 수 있다.
병원에서 사용되는 X선은 가시광선이 통과하지 못하는 피부나 근육을 투과해 뼈의 모습을 보여준다. 반면 방사광가속기에서 나오는 X선으로는 심장근육의 움직임과 진동도 볼 수 있다.
포스코 LNG선박을 만드는 과정에서 영하 169도 이하에서 철판이 휘어져야 하는데 부러지는 문제 원인을 밝혀내기도 했다.

## 연표
- 2020년 3월 24일, 약 1조원의 예산을 투입해 방사광가속기를 신규로 구축하기로 결정
- 2020년 5월, 청주로 부지 선정
- 2020년, 예비타당성 조사
- 2022년, 사업 착수
- 2027년, 가속기 준공
- 2028년, 가속기 운영 시작

## 같이 보기
- 포항가속기연구소